# Adam Svoboda
Adam Svoboda (Brno, 1978. január 26. – Srch, 2019. május 7.) cseh válogatott jégkorongozó, kapus.

## Pályafutása

### Klubcsapatokban
Pályafutását 1996-ban kezdte a Sparta Prágában. 1997-ben a HC Pardubice játékosa lett, ott azonban eleinte csak második számú kapus volt Libor Barta mögött. 2004-ig volt a klub játékosa, az 1999-2000-es szezontól számított csapata első számú játékosának a posztján. 
2004-ben a német Nürnberg Ice Tigers játékosa lett, de egy szezont követően az orosz a HK Lada Toljattihoz szerződött a Kontinentális Jégkorong Ligába. Néhány hónap múlva hazatért és újra a Pardubice játékosa lett. 2006-ban rövid ideig a svéd Timrå IK játékosa is volt. A 2006-2007-es szezon előtt a Slavia Prágához igazolt, ahol ezt követően három idényen át jégkorongozott. 2008-ban megnyerte a cseh bajnokságot a csapattal. 2009 januárjától a HK Avangard Omszk színeiben újra a Kontinentális Jégkorong Ligában védett. Mindössze nyolc találkozón kapott lehetőséget, majd a szezon további részére újra a Nürnberg Ice Tigers csapatának tagja lett. Patrick Ehelechner mögött itt is tartalékkapusnak számított, mindössze nyolcszor kapott szerepet a bajnokságban.
Ezt követően visszatért hazájába, ahol a Pardubice és a a HC Plzeň mezét is viselte, utóbbi csapattal 2013-ban újabb cseh bajnoki címet nyert. Pályafutása utolsó csapata a kazah Atyirau volt, onnan vonult vissza 2017-ben, hogy ezt követően kapusedzőként dolgozzon a Pardubice csapatánál.

### A válogatottban
A cseh válogatott tagjaként 2005-ben világbajnok, egy évvel később világbajnoki ezüstérmes lett.

## Halála
Svobodát 2019 május 7-én a rendőrség holtan találta otthonában. A vizsgálatok kizárták az idegenkezűséget, minden valószínűség szerint öngyilkosságot követett el. Néhány hónappal korábban ittas vezetésen érték, amiért kirúgták edzői állásából.

## Klubcsapatai
- 1995–1996 HC Kometa Brno – junior
- 1996–1997 HC Sparta Praha
- 1997–1998 HC IPB Pojišťovna Pardubice
- 1998–1999 HC IPB Pojišťovna Pardubice
- 1999–2000 HC IPB Pojišťovna Pardubice
- 2000–2001 HC IPB Pojišťovna Pardubice
- 2001–2002 HC IPB Pojišťovna Pardubice
- 2002–2003 HC ČSOB Pojišťovna Pardubice
- 2003–2004 HC Moeller Pardubice
- 2004–2005 Nürnberg Ice Tigers
- 2005–2006 HC Moeller Pardubice, Lada Toljatti, Timrå IK
- 2006–2007 HC Moeller Pardubice, HC Slavia Praha
- 2007–2008 HC Slavia Praha
- 2008–2009 HC Slavia Praha, HK Avangard Omszk
- 2009–2010 Nürnberg Ice Tigers
- 2010–2011 HC Dynamo Pardubice, HC Chrudim
- 2011–2012 HC Plzeň 1929
- 2012–2013 HC Škoda Plzeň, HC Berounští Medvědi
- 2013–2014 HC Slavia Praha (ELH), Medvědi Beroun
- 2014–2015 HC Slavia Praha
- 2015–2016 Mountfield HK, HC Stadion Litoměřice
- 2016–2017 HK Bejbarys Atyrau

## Sikerei, díjai
Slavia Praha
- Cseh bajnok: 2008

Škoda Plzeň
- Cseh bajnok: 2013